# Ali Abdallah Saleh
Pour les articles homonymes, voir Saleh.
Ali Abdallah Saleh (en arabe : علي عبدالله صالح, également retranscrit Ali Abdullah Saleh), né officiellement le 21 mars 1947 à Bayt al-Ahmar et mort assassiné le 4 décembre 2017 à Sanaa, est un homme d'État yéménite.
Président de la république arabe du Yémen (Yémen du Nord) de 1978 à 1990, il est ensuite président du Yémen unifié de 1990 à 2012.
En 2011-2012, il doit faire face à une révolte contre son gouvernement ; blessé lors d'une attaque contre le palais présidentiel qui a aussi blessé et tué d'autres dirigeants du régime, il demeure absent de son pays pendant plusieurs mois, puis signe, fin 2011, un plan de sortie de crise, préparé par les monarchies du golfe Persique, qui aboutit à son départ du pouvoir.
Il prend ensuite part à une nouvelle guerre civile, au cours de laquelle il s'allie avec les rebelles houthis contre le pouvoir en place. Ayant rompu l'alliance au profit de l'Arabie saoudite, il est tué par les houthis lors de combats à Sanaa.

## Biographie

### Premières années

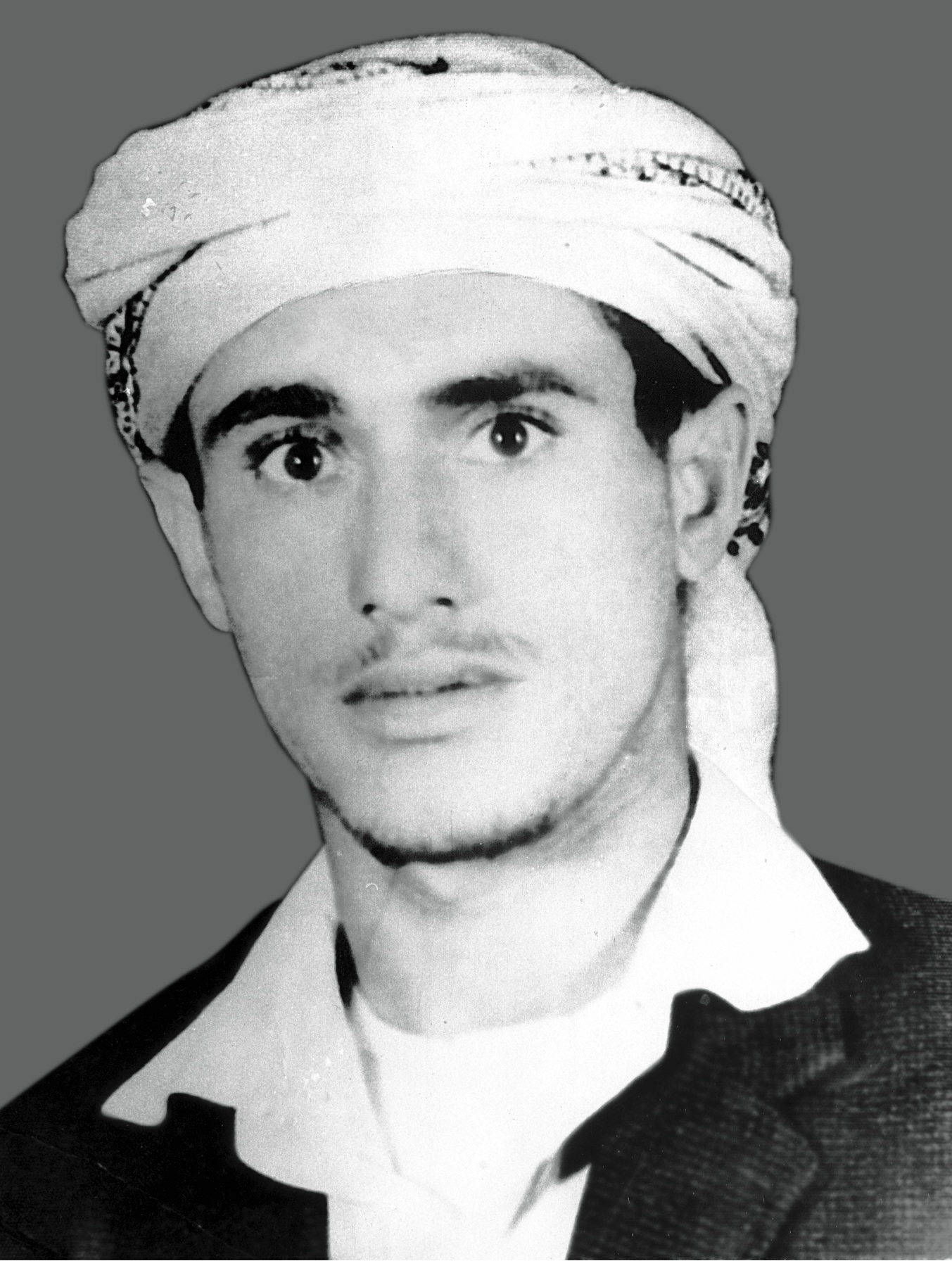
Ali Abdallah Saleh dans sa jeunesse (date indéterminée).

Ali Abdallah Saleh Afach, est né dans le village de Beit al-Ahmar, à Sanhan dans une famille pauvre, appartenant à la tribu Sanhan, elle-même rattachée à la confédération tribale Hachid, et d'origine zaïdite. Toutefois, son appartenance à la communauté n'est pas religieuse ou politique. Sa date de naissance, incertaine, est officiellement le 21 mars 1947, mais de nombreuses sources mentionnent le 21 mars 1942 ou encore le 21 mars 1946.
Jeune, ses parents divorcent. Son père, Abdallah, meurt peu après, puis sa mère épouse Mohammed, le frère d'Abdallah, qui devient alors son beau-père et mentor,.
Par la suite, Saleh devient berger et fréquente l'école coranique.

### Carrière militaire
Ali Abdallah Saleh rejoint les Forces armées en 1958. En 1963, dans le contexte de la guerre civile du Yémen du Nord, il devient second lieutenant.
En 1974, il participe au coup d'État qui installe Ibrahim al-Hamdi à la tête d'un Conseil de commandement, pour diriger le pays.
À la même époque, alors qu'il manque de soutiens tribaux, il se distingue par sa participation à un trafic de whisky avec Djibouti.

### Parcours politique

#### Débuts

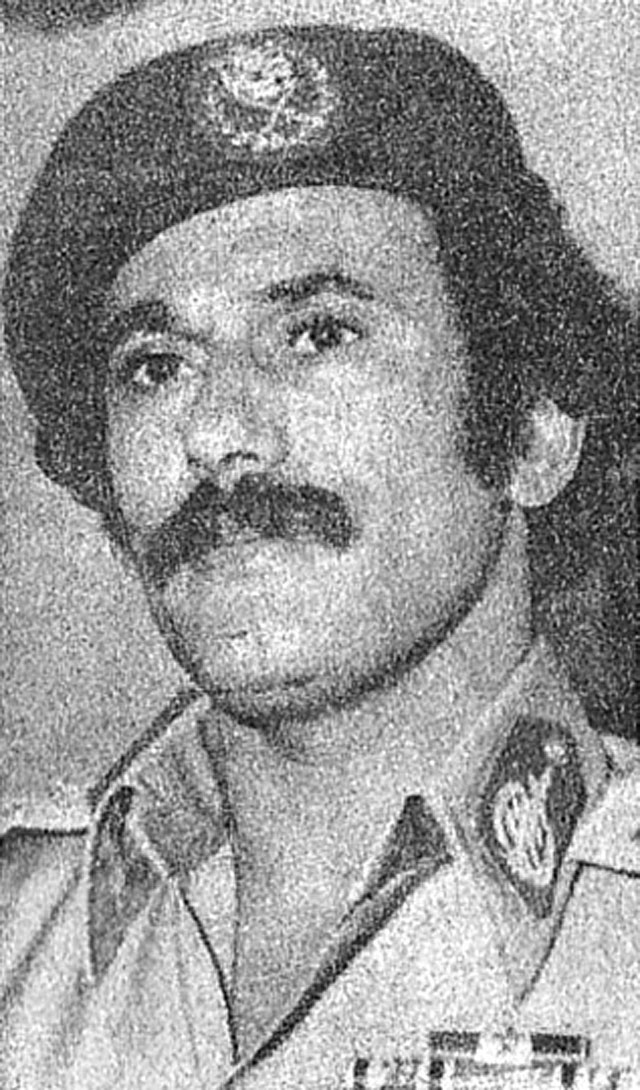
Ali Abdallah Saleh, président du Yémen du Nord (1988).

Avant d'être président de la république arabe du Yémen (Yémen du Nord) à la suite de l'assassinat du président Ahmed al-Ghachmi le 24 juin 1978, il n'était qu'un obscur officier, les diplomates occidentaux le surnommaient « le petit caporal » et la CIA lui donnait six mois maximum au pouvoir. Il s'entoure alors d'un noyau restreint de ses proches qu'il nomme à des postes clés de l'appareil militaire et de sécurité.
Il est parfois accusé d'avoir participé à l'assassinat de l'ancien président Ibrahim al-Hamdi, et aurait notamment déclaré « avoir pris le pouvoir par le janbiya ».

#### Président de la république arabe du Yémen (Yémen du Nord)
Le 17 juillet 1978, il est ainsi nommé président du Yémen par l’assemblée constituante. En 1979, il échappe à un coup d'État, soutenu par Mouammar Kadhafi.

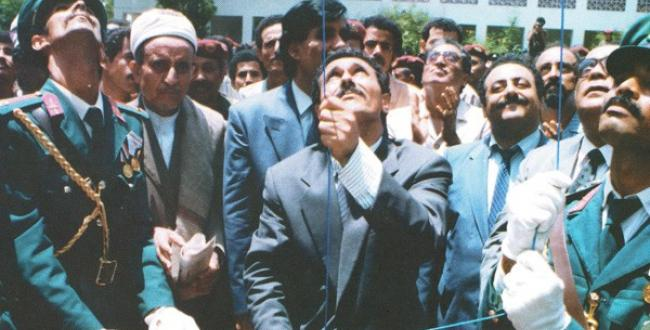
Saleh (au centre) lors de la proclamation de l'unification (1990).

Le 24 août 1982, Ali Abdallah Saleh fonde le Congrès général du peuple, dont il devient le secrétaire général. Il est réélu le 22 mai 1983 par l'Assemblée constituante, puis le 17 juillet 1988 par le Conseil consultatif.

#### Président de la république du Yémen (Yémen unifié)

##### Des années 1990 aux années 2000

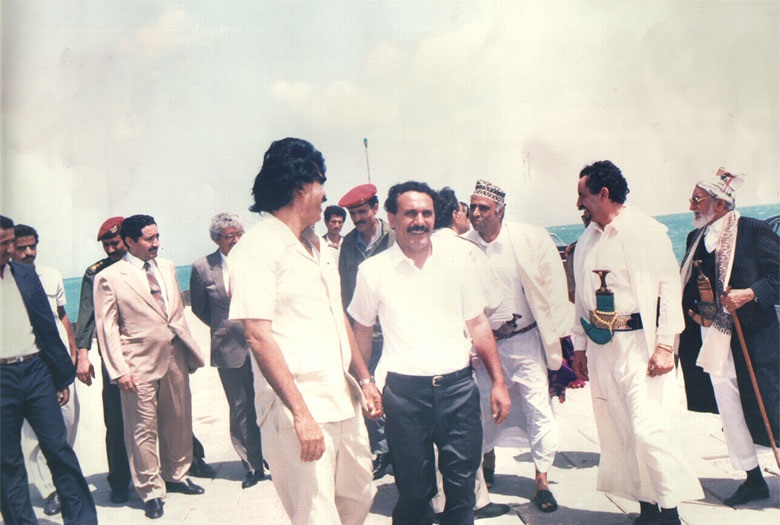
Ali Abdallah Saleh (à droite) et Ali Salem al-Beidh (à gauche) après la signature de l'accord de Sanaa en 1990.

À la suite de l'unifications des deux Yémen, Ali Abdallah Saleh devient président de la république du Yémen unifié en 1990.
Il soutient l'Irak de Saddam Hussein lors de la guerre du Golfe, sans pour autant soutenir l'annexion du Koweït par l'armée irakienne. Il fut partie prenante de la guerre civile au Yémen en 1994 faisant de 7 000  à   8 000 victimes lorsque les autorités du Sud tentèrent de faire sécession, en vain.
Il est le premier président élu du pays en 1999 avec 96 % des voix et est réélu le 22 septembre 2006 avec 77,2 % des suffrages. En 2000, il régla le long contentieux frontalier avec l'Arabie saoudite. En 2004, il ordonna une campagne militaire contre les houthis dans le cadre de la guerre du Saada. Cette campagne dura jusqu'à début 2010 et provoqua la mort d'environ 5 000  à   7 000 Yéménites.
Malgré les axes politiques que déclare Ali Abdallah Saleh dans la démocratisation du pays[réf. nécessaire] et dans la lutte contre l'islamisme[réf. nécessaire], le Yémen reste un foyer d'instabilité à partir des années 2000, d'autant qu'une insurrection dans le Sud du pays conduite par le Mouvement du Sud appelle au retour d'un État indépendant au sud sur le territoire de l'ancienne république démocratique populaire du Yémen (communément appelée Yémen du Sud).

##### Révolution yéménite et chute
Le Yémen est touché par les protestations qui touchent le monde arabe en 2010-2012. À la suite des différentes manifestations qui touchent le pays à partir du 27 janvier, le président Saleh fait plusieurs annonces successives :
- le 2 février, il renonce à se présenter pour un nouveau mandat présidentiel en 2013[20] ;
- le 10 mars, il annonce une nouvelle Constitution et des élections pour le début de l'année 2012[21] ;
- le 20 mars, il limoge son gouvernement[22]
- le 23 mars, il propose un référendum constitutionnel, des élections législatives et présidentielles avant la fin de l'année 2011[23] ;
- le 23 avril, il accepte le compromis proposé par le Conseil de coopération du Golfe : il s'engage à quitter le pouvoir après trente jours de transition (transmission du pouvoir au vice-président), en échange d'une immunité[24],[25].

Blessé à la tête le 3 juin 2011 par des tirs d'obus visant la mosquée al-Nahdin du palais présidentiel de Sanaa lors de combats, il quitte le pays le lendemain pour aller se faire soigner à Riyad. Le vice-président Abdrabbo Mansour Hadi est nommé président par intérim. Cela marque pour les manifestants la fin de sa présidence et de ses 33 ans de dictature à la tête du Yémen. Le 10 juin, le cabinet privé américain Stratfor, spécialisé dans le renseignement tactique, rend publique la thèse de ses experts selon laquelle le président Saleh aurait été victime d'une tentative d'assassinat à la bombe montée de l'intérieur. Cependant, Hadi ne se rend pas au palais présidentiel, qui est alors occupé par le fils de Saleh, Ahmed, tandis que son clan continue de contrôler de facto le gouvernement.
Il souffre par ailleurs de problèmes respiratoires, de brûlures du troisième degré alors que des bandages recouvrent sa peau et il a été placé dans le coma,.
Cependant, le 23 septembre 2011, la télévision d'État yéménite annonce que Saleh avait regagné le pays après trois mois d'absence. Cela entraîne de nouvelles manifestations dans les rues de Sanaa, sévèrement réprimées par la police. Saleh fait diffuser un nouveau communiqué le 8 octobre 2011 par le biais de la télévision d'État yéménite, déclarant qu'il démissionnerait « dans les prochains jours ». Échaudée, l'opposition exprime son scepticisme malgré la déclaration d'un ministre du gouvernement qui affirmait que Saleh allait quitter le pouvoir dans le cadre d'un plan de coopération conçu par les monarchies arabes du Golfe afin de permettre la transition vers la démocratie.
Le 21 octobre, le Conseil de sécurité des Nations unies demande au président Saleh de signer le plan de sortie de crise proposé par les monarchies du Golfe et renouvelle l'injonction à cesser la répression meurtrière contre les manifestants yéménites qui avait déjà fait plusieurs centaines de victimes depuis le début des évènements. Le 14 novembre 2011, le président Saleh, toujours au pouvoir, fait une nouvelle déclaration devant la presse internationale affirmant qu'il quittera le pouvoir après un accord entre les différentes parties sur un mécanisme de transfert du pouvoir et après des élections. Le 23 novembre, après s'être plusieurs fois récusé, il signe à Riyad le plan de sortie de crise prévoyant son départ, le transfert du pouvoir exécutif au vice-président Abdrabbo Mansour Hadi et son maintien comme « président d'honneur » pour une période transitoire de 90 jours.
Le 22 janvier 2012, Ali Abdallah Saleh annonce qu'il va se rendre aux États-Unis pour des soins et demande à ses compatriotes de lui pardonner ses erreurs. Il déclare qu'il reviendra à Sanaa mais cette fois en tant que président du Congrès général du peuple. Il quitte les États-Unis pour l'Éthiopie le 24 février 2012, après avoir reçu un traitement médical, puis retourne au Yémen le lendemain.

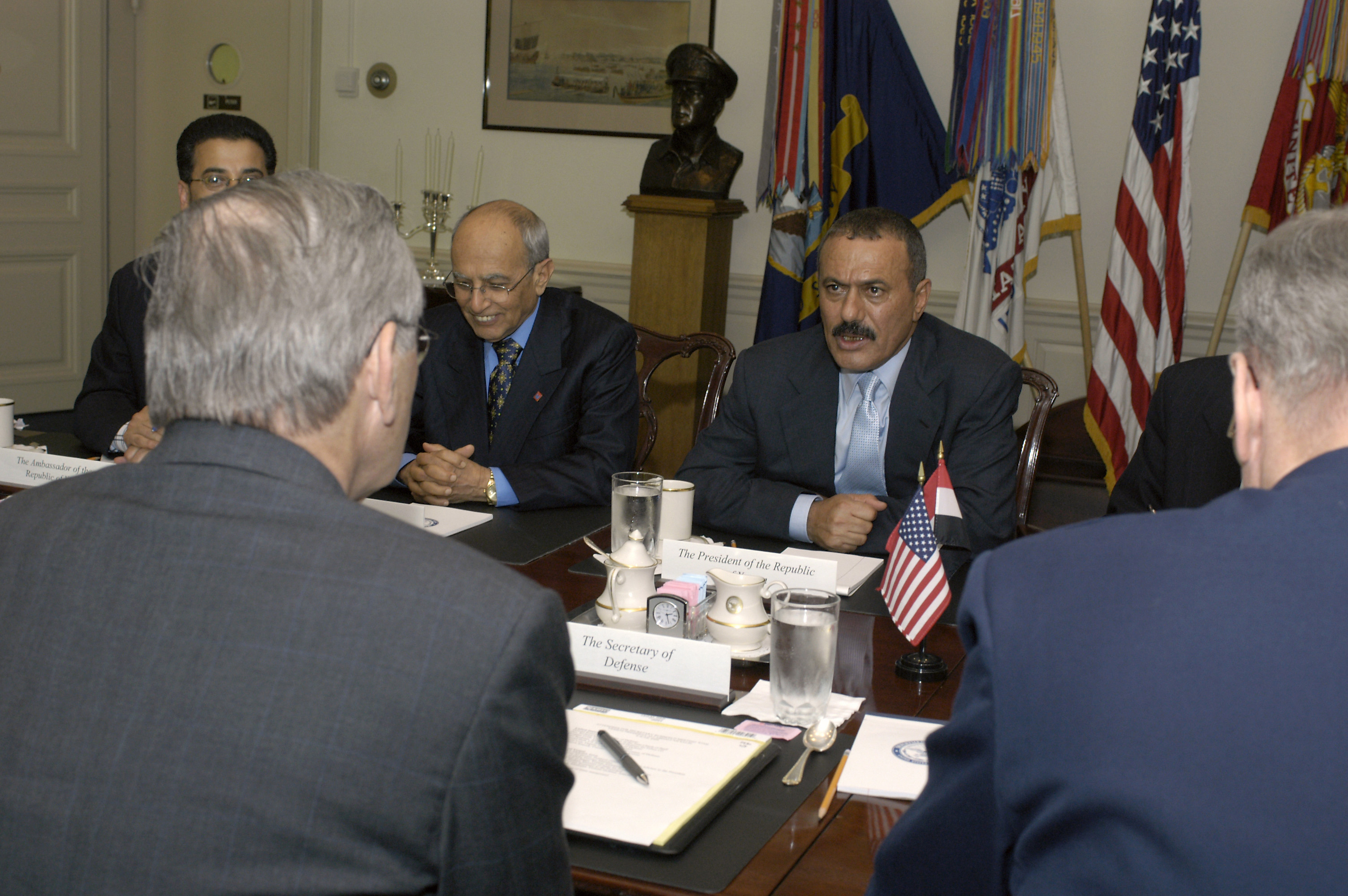
Ali Abdallah Saleh rencontrant le secrétaire américain à la Défense Donald Rumsfeld en 2004.

Il démissionne de ses fonctions le 25 février 2012, cédant le pouvoir à son vice-président, Abdrabbo Mansour Hadi, qui est élu lors de l'élection présidentielle yéménite de 2012 pour une période de transition de deux ans.

#### Premières années après la présidence
En 2012, il lance la chaîne de télévision Yemen Today.
En 2013, il ouvre, dans une aile de la mosquée al-Saleh, un musée consacré à sa présidence.

#### Guerre civile et assassinat

##### Alliance avec les rebelles
Le 11 juin 2014, le gouvernement yéménite ferme son réseau de journaux et de chaîne de télévision, Yemen Today.
En septembre 2014, les rebelles chiites houthis s'emparent de la capitale, Sanaa. Pour de nombreux experts, l'avancée des miliciens chiites n’a pu se faire sans le soutien de l'ancien président Saleh, qui les avait pourtant violemment combattus des années durant. Ce dernier, qui espère revenir au pouvoir, aurait notamment ordonné à ses partisans de rejoindre la rébellion chiite pour déstabiliser le gouvernement en place. Une thèse confortée par la passivité de l’armée, dont certaines unités sont restées fidèles à l’ancien régime, face à la progression des combattants houthis. Le 11 mai 2015, Ali Abdallah Saleh confirme cette alliance.
Il est parfois accusé de tisser des liens avec la branche yéménite de Daech, ainsi qu'avec AQPA.

##### Rupture avec les houthis
À l'été 2017, la fragile alliance conclue entre les houthis et les partisans de l'ancien président yéménite, Ali Abdallah Saleh, commence à vaciller. Alors que Saleh qualifie ceux-ci pour la première fois depuis leur rapprochement de « miliciens », Abdul-Malik al-Houthi l'accuse de « franchir la ligne rouge », d'être un « traître » et le menace de « subir les conséquences ». Après des heurts ayant fait trois morts et commencés le 24 août, date anniversaire de la fondation du Congrès général du peuple, des négociations permettent un retour au calme.
Mais l'ex-président Saleh commence à se rapprocher de l'Arabie saoudite. Cette stratégie vise à permettre à son pays d'obtenir de l'aide humanitaire depuis le port d'Aden alors que l'Arabie saoudite fait un blocus sur le port depuis l'été 2017.
En octobre 2017, il est opéré par des médecins russes pour une cataracte, pour des séquelles de l'attaque de 2011, après que ceux-ci ont été autorisés à se rendre à Sanaa par la coalition internationale et les États-Unis.
Le 2 décembre 2017, peu après la tentative des houthis de prendre le contrôle de la mosquée al-Saleh et du déclenchement de combats entre les deux factions, Saleh se déclare prêt à « tourner la page » à condition que la coalition militaire soutenue par l'Arabie saoudite suspende ses opérations militaires et mette un terme à son blocus. Le même jour, le Congrès général du peuple appelle la population à se soulever contre les houthis. Des manifestants pro-Saleh défilent à leur tour dans la capitale, déchirant les drapeaux et les affiches du mouvement houthi.

### Mort
Ali Abdallah Saleh est tué lors de la bataille de Sanaa le 4 décembre 2017, quatre jours après avoir rompu son alliance avec les houthis,.
Dans un premier temps, la confusion règne autour de la véracité de sa mort. Peu après qu'une dirigeante de son parti a confirmé son assassinat, des rebelles houthis remettent à des journalistes de l'Agence France-Presse (AFP) une vidéo montrant un cadavre qui semble être le sien. Cependant, le lieu de sa mort demeure flou : certaines sources affirment qu'elle a eu lieu dans sa résidence, tandis que d'autres déclarent que c'est dans une embuscade au sud de Sanaa qu'il est mort en tentant de fuir vers Marib, tenue par les loyalistes.
Le journaliste Vincent Hervouët compare sa mort à celle de Mouammar Kadhafi, lynché par ses opposants.
Le 9 décembre 2017, il est inhumé dans son village natal de Beyt Ahmar, à Sanhan, par les houthis, lors d'une cérémonie à laquelle assistent une vingtaine de personnes, dont son fils Madin, son neveu Mohamed Mohamed, le président du Parlement Yahya Ali al-Raie et le numéro deux Houthis Abou Ali al-Hakim.

### Vie privée
Ali Abdallah Saleh épouse Asama Saleh en 1964,. Le couple a sept garçons, dont l'aîné Ahmed, commandant de la Garde républicaine, considéré comme un successeur potentiel de son père,, et Khaled.
Son demi-frère, le général Mohamed Saleh al-Ahmar, était commandant des Forces aériennes yéménites.

## Distinctions
- Médaille de l'ordre de José Martí (Cuba) ;
- Collier de l'ordre de Zayed (Émirats arabes unis) ;
- Chevalier grand-croix de l'ordre royal de François Ier (Italie) ;
- Première classe de l'ordre du Grand Conquérant, (Libye) ;
- Grand-cordon de l'ordre du 7-Novembre (Tunisie) ;
- Collier de l'ordre de la République (Yémen).